# 7486 Хамабе
7486 Хамабе (7486 Hamabe) — астероїд головного поясу, відкритий 6 грудня 1994 року.
Тіссеранів параметр щодо Юпітера — 3,630.